# Xu Yuhua
Pour les articles homonymes, voir Xu Yuhua (homonymie).
Dans ce nom, le nom de famille, Xu, précède le nom personnel.
Xu Yuhua (chinois simplifié : 许昱华 ; chinois traditionnel : 許昱華 ; pinyin : Xǔ Yùhua, 29 octobre 1976 - ) est une joueuse d'échecs chinoise née le 29 octobre 1976. .

## Biographie et carrière
Elle obtient le titre de grand maître international féminin en 2001.
Elle est inactive dans les compétitions depuis 2012.
Elle a un diplôme de droit.

### Championne du monde
En mars 2006, elle devient championne du monde à Iekaterinbourg en battant en finale la Russe Alissa Galliamova, obtenant grâce à ce résultat le titre de grand maître international (mixte).
| Année | Lieu                   | Résultat                         | Ultime adversaire    | Adversaires battues                                                                                                 |
| ----- | ---------------------- | -------------------------------- | -------------------- | --- |
| 2000  | New Delhi              | troisième tour                   | Natalia Joukova      | Claudia Amura Anna Hahn                                                                                             |
| 2001  | Moscou                 | Demi-finaliste                   | Alexandra Kosteniouk | Farida Arouche Elina Danielian Camilla Baginskaite Cristina Adela Foisor                                            |
| 2004  | Elista                 | quart de finale (quatrième tour) | Humpy Koneru         | Sopio Tkeshelashvili Elina danielian Elisabeth Pähtz                                                                |
| 2006  | Iekaterinbourg, Russie | Championne du monde              | Alissa Galliamova    | Hoàng Xuân Thanh Khiết Anna Ushenina Tatiana Kosintseva Ekaterina Kovalevskaïa Svetlana Matveïeva Alissa Galliamova |
| 2008  | Naltchik, Russie       | deuxième tour                    | Svetlana Matveïeva   | Anzel Solomons |

### Compétitions par équipe
Xu Yuhua a remporté trois olympiades d'échecs féminines consécutives avec l'équipe de Chine : en 2000, 2002 et 2004 et six médailles d'or (individuelles et par équipe) aux championnats d'Asie des nations  (en 1995, 1999 et 2003).